# Canton de La Chapelle-Saint-Mesmin
Pour un article plus général, voir La Chapelle-Saint-Mesmin.
Le canton de La Chapelle-Saint-Mesmin est une ancienne division administrative française du district d'Orléans situé dans le département du Loiret.

## Histoire
Le canton est créé le 10 février 1790 sous la Révolution française.
Le canton disparaît en 1801 (9 vendémiaire an X) sous le Premier Empire ; toutes ses communes sont reversées dans le canton d'Ingré.

## Géographie
Le canton de La Chapelle-Saint-Mesmin comprend les trois communes suivantes : Chaingy, La Chapelle-Saint-Mesmin et Saint-Jean-de-la-Ruelle.